# Calle Hesslefors
Calle Hesslefors (1946–2009) war ein schwedischer Fotograf. Bekannt wurde er in den 1970er Jahren durch erste Auftragsarbeiten für den Stern und den Spiegel. Das gesamte Hesslefors-Archiv liegt im Ullstein Bildarchiv.

## Leben
Im Alter von 20 Jahren zog Hesslefors von Schweden nach Deutschland und begann bei dem US-amerikanischen Verlag Overseas Media. Ab 1980 arbeitete Hesslefors als fester Fotograf für das Frankfurter Allgemeine Magazin.
Portraitaufnahmen von Künstlern, Musikern und anderen Prominenten waren eine besondere Leidenschaft des in Frankfurt lebenden Fotografen. Er erstellte Produktionen mit Wolf Biermann inklusive Familie, Vladimir Horowitz mit Ehefrau sowie Federico Fellini. Hesslefors erstellte Portraits der jungen Silvia Sommerlath, von Falco, Klaus Maria Brandauer, Joni Mitchell und vielen anderen.
Er verfasste auch Reportagen, z. B. über die Diamantenbörse Tel Aviv 1980, das Alltagsleben der Armenische Sozialistische Sowjetrepublik 1984 oder das Erdbeben von Irpinia 1980.

## Nachlass
Das gesamte Hesslefors-Archiv liegt heute bei ullstein bild. Ungefähr 1500 Motive sind dort bereits erschlossen und digitalisiert. Insgesamt 1700 Schwarzweißfotografien und Diapositive hat seine Witwe Helga Hesselfors dem Historischen Museum Frankfurt als Schenkung überlassen.

„Sein Werk umfasst Aufnahmen über das US-Militär in Deutschland, politische und gesellschaftliche Konflikte – wie Studentenunruhen, Drogensucht, Prostitution – sowie Reisereportagen und Personenporträts aus dem internationalen kulturellen leben.“